# Тепетитла-де-Лардисабаль
Тепетитла-де-Лардисабаль (исп. Tepetitla de Lardizabal) — муниципалитет в Мексике, входит в штат Тласкала. Население — 16 368 человек. Расположен в южной части штата Тласкала, граничит на севере с муниципалитетом Истакуистла-де-Марьяно-Матаморос, на юге со штатом Пуэбла, на востоке — с муниципалитетом Нативитас и на западе с муниципалитетом Сан-Мартин-Тесмелукан-де-Лабастида в штате Пуэбла.

## История
На территории города до его основания существовали доиспанские поселения. Дата основания города не прослеживается по источникам, однако известно, что в 1626 году город уже существовал.
В XIX веке был построен Храм Святого Матфея. В XIX—XX веках был построен храм Святого Сальвадора.

## Климат
Средняя температура в Тепетитла-де-Лардисабаль составляет 18° C. Самый жаркий месяц — май, средняя температура кв котором составляет 24° C, а самый холодный месяц — январь, средняя температура в котором составляет 15° С. Среднегодовое количество осадков осадков составляет 867 миллиметров. Самым влажным месяцем является июнь, количество осадков — 170 миллиметров, а самым сухим месяцем является январь, количество осадков — 2 миллиметра..
| Климатограмма Тепетитла-де-Лардисабаль | Климатограмма Тепетитла-де-Лардисабаль | Климатограмма Тепетитла-де-Лардисабаль | Климатограмма Тепетитла-де-Лардисабаль | Климатограмма Тепетитла-де-Лардисабаль | Климатограмма Тепетитла-де-Лардисабаль | Климатограмма Тепетитла-де-Лардисабаль | Климатограмма Тепетитла-де-Лардисабаль | Климатограмма Тепетитла-де-Лардисабаль | Климатограмма Тепетитла-де-Лардисабаль | Климатограмма Тепетитла-де-Лардисабаль | Климатограмма Тепетитла-де-Лардисабаль |
| -------------------------------------- | -------------------------------------- | -------------------------------------- | -------------------------------------- | -------------------------------------- | -------------------------------------- | -------------------------------------- | -------------------------------------- | -------------------------------------- | -------------------------------------- | -------------------------------------- | -------------------------------------- |
| Я                                      | Ф                                      | М                                      | А                                      | М                                      | И                                      | И                                      | А                                      | С                                      | О                                      | Н                                      | Д                                      |
| 2 27 3                                 | 15 32 6                                | 16 36 7                                | 20 38 8                                | 77 38 10                               | 170 32 6                               | 164 25 7                               | 165 25 8                               | 127 24 9                               | 80 26 7                                | 16 28 6                                | 16 28 3                                |
| Температура в °C • Сумма осадков в мм  |                                        |                                        |                                        |                                        |                                        |                                        |                                        |                                        |                                        |                                        |                                        |

## Экономика
Большая часть экономической деятельности сосредоточена на сельском хозяйстве, включая посев кукурузы и различных зернобобовых культур.